# Crocodile Islands
Le Crocodile Islands sono un gruppo di isole situate nel mare degli Arafura, lungo la costa della Terra di Arnhem, nel Territorio del Nord, in Australia. Le isole fanno parte della contea di East Arnhem. Sono terreni di proprietà del popolo aborigeno Yan-nhaŋu.

## Geografia
Le Crocodile Islands si trovano nella Castlereagh Bay, a est di Cape Stewart e a ovest delle Elcho Island Group. L'isola più estesa del gruppo è Milingimbi Island.

### Isole maggiori[1][2]
- Boojiragi Island (Boojairagi[2]), isolotto a nord-est di Milingimbi 12°03′30″N 134°55′30″E.
- Crocodile Island, l'isola che dà il nome al gruppo 12°01′17″N 134°50′46″E.
- Darbada island, tra la costa e Crocodile Island 12°01′44″N 134°48′23″E.
- Durra island, piccolo isolotto a sud-est di Mardanaingura 12°05′39″N 134°57′55″E.
- Gananggarngurr Island 12°04′45″N 134°59′35″E.
- Mardanaingura Island, a est di Milingimbi 12°04′54″N 134°57′08″E.
- Milingimbi Island è l'isola più estesa del gruppo. Aveva nel 2011 una popolazione di 1 081 abitanti.[3] Sull'isola c'è un aeroporto (IATA: MGT).
- Mooroongga Island (Mjrungga[2]), distanziata dal gruppo, si trova al largo, 18 M a est di capo Strewart[2] 11°55′52″N 135°04′41″E.
- North West Crocodile Island, la più settentrionale, a nord di Mooroongga 11°41′54″N 135°09′29″E.
- North East Crocodile Island, scoglio a est di North West Crocodile 11°43′48″N 135°18′29″E.
- Rabuma Island (Yabooma o Yabomma[2]), a nord-est di Milingimbi, ha un'altezza di circa 18 m[2] 12°02′10″N 134°57′03″E.